# Fuentestrún
Fuentestrún es una localidad y también un municipio de la provincia de Soria, 
partido judicial de Soria, comunidad autónoma de Castilla y León, España. Pueblo de la Comarca del Moncayo.
Desde el punto de vista jerárquico de la Iglesia católica forma parte de la diócesis de Osma-Soria la cual, a su vez, pertenece a la archidiócesis de Burgos.

## Geografía

Término municipal de Fuentestrún.

Esta pequeña población de la Comarca del Moncayo está ubicada en el nordeste de la provincia, en la ribera del río Añamaza o Manzano, afluente del Alhama en la vertiente mediterránea. al sur de la Sierra Atalaya Vieja.

### Medio ambiente
En su término e incluidos en la Red Natura 2000 los siguientes lugares:
- Lugar de Interés Comunitario conocido como Cigudosa-San Felices, ocupando 6 hectáreas, el 1 % de su término.[2]

## Historia
El origen de este lugar fue una villa romana, conserva un edificio que podría haber sido un hospital o albergue de peregrinos, ya que discurría por el término una Calzada que se dirigía a Santiago de Compostela; y es, precisamente, por esta senda, por donde ahora discurren innumerables rutas de turismo rural.
A la caída del Antiguo Régimen la localidad se constituye en municipio constitucional en la región de Castilla la Vieja, partido de Soria que en el censo de 1842 contaba con 74 hogares y 296 vecinos.

## Geografía humana

### Demografía
Cuenta con una población de 52 habitantes (INE 2024).
| Gráfica de evolución demográfica de Fuentestrún entre 1842 y 2021                                                     |
| |
| Población de derecho según los censos de población del INE. Población de hecho según los censos de población del INE. |